# Sergei Michailowitsch Makarow
Sergei Michailowitsch Makarow (russisch Сергей Михайлович Макаров; * 19. Juni 1958 in Tscheljabinsk, Russische SFSR) ist ein ehemaliger russischer Eishockeyspieler und Mitglied der IIHF Hall of Fame sowie der Hockey Hall of Fame.

## Karriere
Als herausragend begabter Eishockeyspieler wurde Makarow in der Sowjetunion trainiert. Er gewann zwei Junioren-Weltmeistertitel und wurde während seines zweiten Sieges 1978 als bester Spieler benannt. Mit der sowjetischen Nationalmannschaft konnte er in den Jahren 1978, 1979, 1981, 1982, 1983, 1986, 1989 und 1990 die Eishockey-Weltmeisterschaften und 1981 den Canada Cup gewinnen.
Bei den Olympischen Winterspielen gewann er ebenfalls mit der sowjetischen Nationalmannschaft, und zwar zweimal die Goldmedaille (1984 und 1988) und eine Silbermedaille (1980).
In der Sowjetunion spielte Makarow von 1978 bis 1989 für HK ZSKA Moskau. In dieser Zeit war er achtmal sowjetischer Spieler des Jahres und setzte sich neunmal an die erste Stelle der Scoring-Tabelle. Zusammen mit Igor Larionow und Wladimir Krutow bildete er die legendäre KLM-Reihe (auch Green Line), die als die beste und talentierteste Sturmreihe, die jemals Eishockey spielte, angesehen wird.

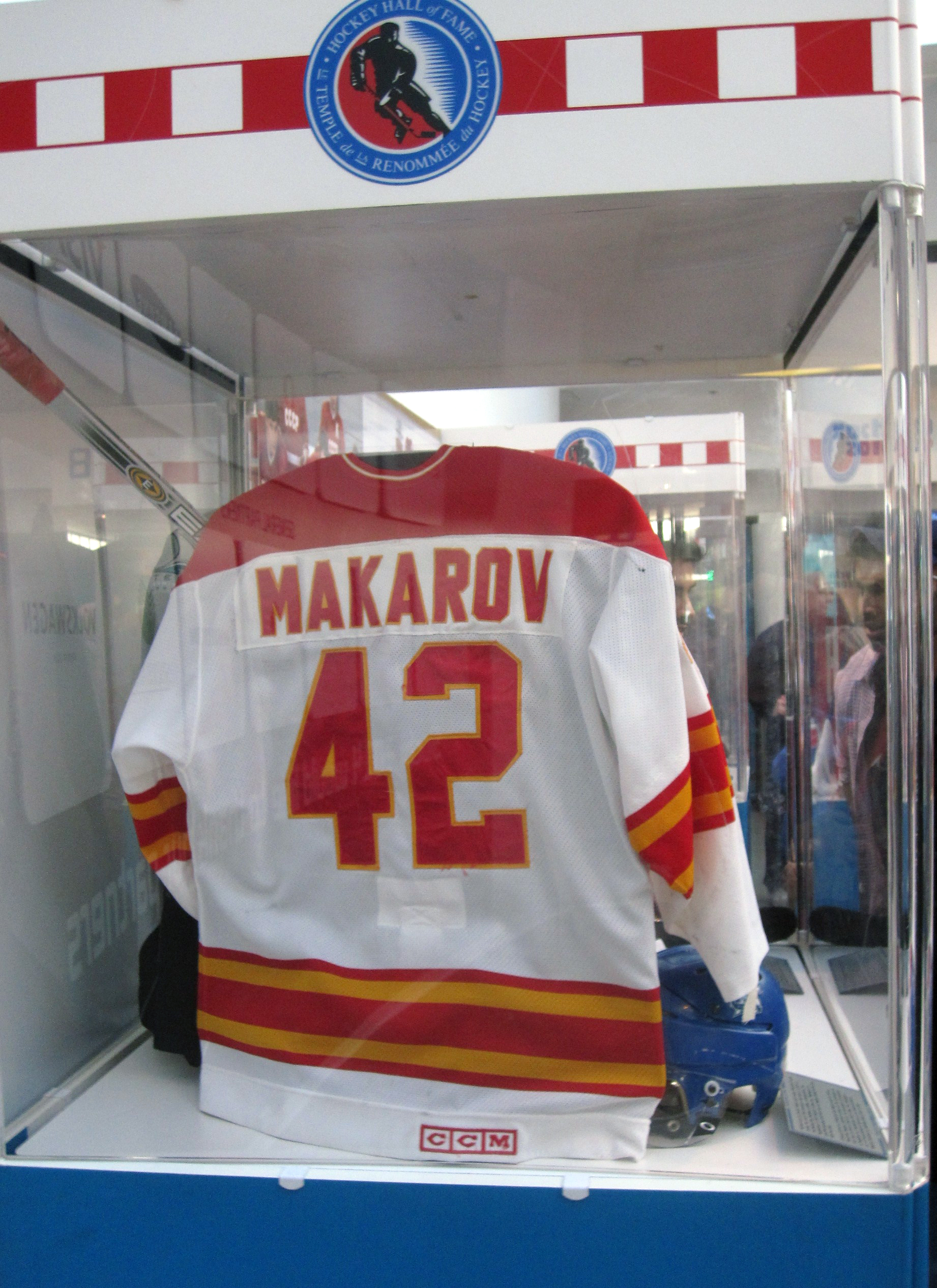
Makarows Trikot aus dem ersten Spiel für die Calgary Flames

1980 und 1986 wurde Makarow von der Tageszeitung Iswestija mit dem goldenen Schläger als bester europäischer Spieler des Jahres ausgezeichnet.
1989 wurde Makarow die Ausreise gestattet, um sich der NHL und den Calgary Flames, welche ihn schon beim NHL Entry Draft 1983 an 241. Stelle gezogen hatten, anzuschließen. Im Alter von 31 Jahren gewann er die Calder Memorial Trophy als Rookie des Jahres (daraufhin wurden die Regeln geändert, heute können sich nur Spieler unter 26 Jahren für diesen Preis qualifizieren – die Makarow-Regel).
In der NHL spielte er auch von 1993 bis  1995 für die San Jose Sharks (zusammen mit Larionow) und 1996 für die Dallas Stars. Seine Karriere beendete er 1998, nachdem er noch einmal eine Saison für HK ZSKA Moskau gespielt hatte.
Im April 2008 wurde Makarow vom Internationalen Eishockey-Verband (IIHF) ins All-Star Team des 20. Jahrhunderts gewählt (gemeinsam mit Wladislaw Tretjak, Wjatscheslaw Fetissow, Börje Salming, Waleri Charlamow und Wayne Gretzky). Gemäß dem deutschen Sportjournalisten und Buchautor Horst Eckert dürfte Makarow als der beste Individualist und Einzelkönner in die Eishockeygeschichte eingehen.
Im Jahre 2016 wurde Makarow mit der Aufnahme in die Hockey Hall of Fame geehrt.
Aktuell lebt Makarow wieder in Moskau und arbeitet im Sportministerium als Direktor für Finanzen.

## Erfolge und Auszeichnungen
- 1979 bis 1989 Elffacher sowjetischer Meister mit ZSKA Moskau
- 1979 und 1988 Sowjetischer Pokalsieger  mit ZSKA Moskau
- 1980, 1985 und 1989 Spieler des Jahres in der UdSSR
- 1980, 1981, 1982, 1984 bis 1989 Topscorer der Wysschaja Liga
- 1990 Calder Memorial Trophy, NHL All-Rookie Team

### Orden und Ehrungen
- 1978 Medaille für tapfere Arbeit
- 1979 Verdienter Meister des Sports der UdSSR
- 1981 Orden der Völkerfreundschaft
- 1984 Orden des Roten Banners der Arbeit
- 2001 Aufnahme in die IIHF Hall of Fame
- 2008 IIHF Centennial All-Star-Team[2]
- 2008 Sperrung seiner Trikotnummer 24 durch den HK ZSKA Moskau
- 2016 Aufnahme in die Hockey Hall of Fame

### International
- 1979 und 1985 Bester Stürmer der Weltmeisterschaft
- 1979, 1981, 1982, 1983, 1985 bis 1989 All-Star Team der Weltmeisterschaft
- 1984 All-Star Team des Canada Cup
- 1983, 1985 und 1986 Topscorer  der Weltmeisterschaft

| - 1977 Goldmedaille bei der Junioren-Weltmeisterschaft - 1978 Goldmedaille bei der Junioren-Weltmeisterschaft - 1978 Goldmedaille bei der Weltmeisterschaft - 1979 Goldmedaille bei der Weltmeisterschaft - 1980 Silbermedaille bei den Olympischen Winterspielen - 1981 Goldmedaille bei der Weltmeisterschaft - 1981 Gewinn des Canada Cup - 1982 Goldmedaille bei der Weltmeisterschaft | - 1983 Goldmedaille bei der Weltmeisterschaft - 1984 Goldmedaille bei den Olympischen Winterspielen - 1985 Bronzemedaille bei der Weltmeisterschaft - 1986 Goldmedaille bei der Weltmeisterschaft - 1987 Silbermedaille bei der Weltmeisterschaft - 1988 Goldmedaille bei den Olympischen Winterspielen - 1989 Goldmedaille bei der Weltmeisterschaft - 1990 Goldmedaille bei der Weltmeisterschaft - 1991 Bronzemedaille bei der Weltmeisterschaft |

## Karrierestatistik
(Legende zur Spielerstatistik: Sp oder GP = absolvierte Spiele; T oder G = erzielte Tore; V oder A = erzielte Assists; Pkt oder Pts = erzielte Scorerpunkte; SM oder PIM = erhaltene Strafminuten; +/− = Plus/Minus-Bilanz; PP = erzielte Überzahltore; SH = erzielte Unterzahltore; GW = erzielte Siegtore; 1 Play-downs/Relegation; Kursiv: Statistik nicht vollständig)